# 粉黛乱子草
粉黛乱子草（Muhlenbergia capillaris），又称毛芒乱子草，是禾本科乱子草属的一种多年生草本植物。外形类似莎草。原产于北美。

## 名称
其拉丁学名种加词capillaris意为“有毛发的，毛发状的”，派生自拉丁语capillus（“毛发”），而后者则派生自caput（“头”），因此又被称为毛芒乱子草。

## 形态
为多年生草本，植株丛生，常具匍匐根茎，高度常为30–90厘米，亦偶见高达1米的植株，宽60–90厘米。秆直立或基部倾斜、横卧。叶片基生，深绿色而光亮。花为圆锥花序，花穗呈云雾状。花期在秋季，通常是9月中至11月中，其花通常呈粉红色或紫红色，干枯时呈淡米色。开花时，上方的花朵粉色呈云雾状，而下方的绿叶为底。

## 用途
常作为园林或景观植物，如城市公园、酒店或小区等处的路缘花境中使用。因其颜色画面冲击感强，粉黛乱子草的花海也是一些短视频中常见的景点，目前，中国境内许多城市都以吸引游客为目的种植粉黛乱子草。

## 画册

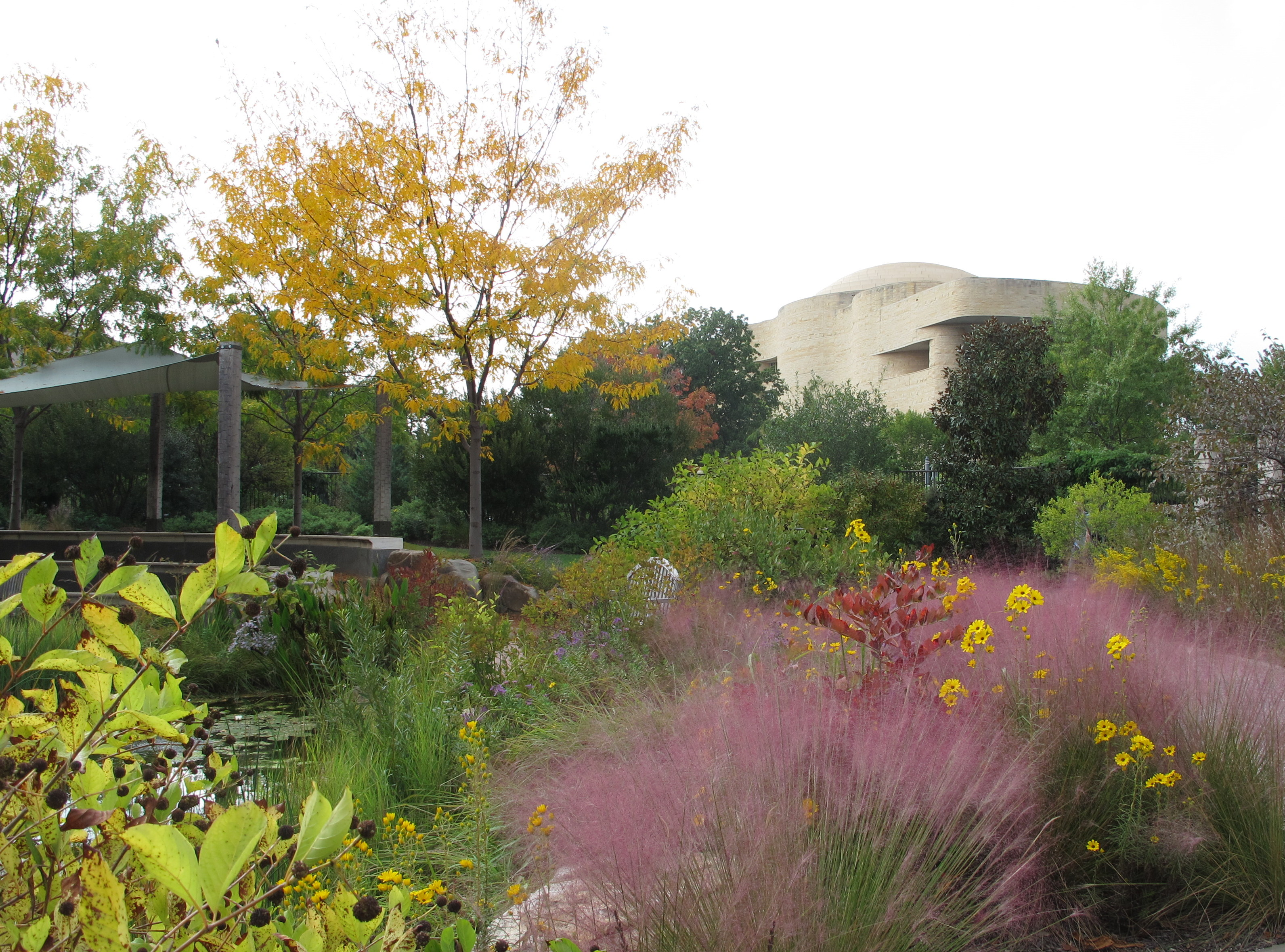
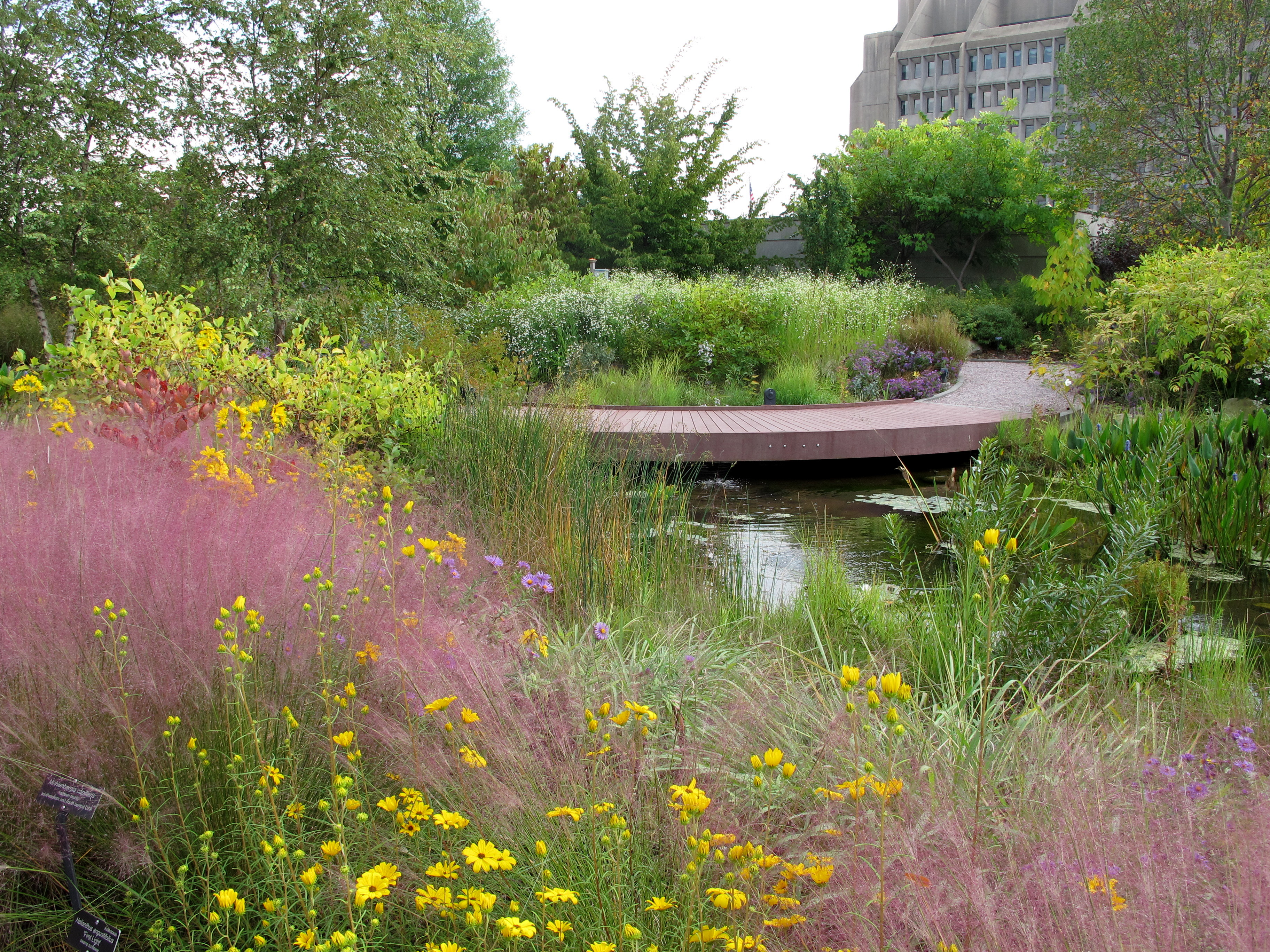
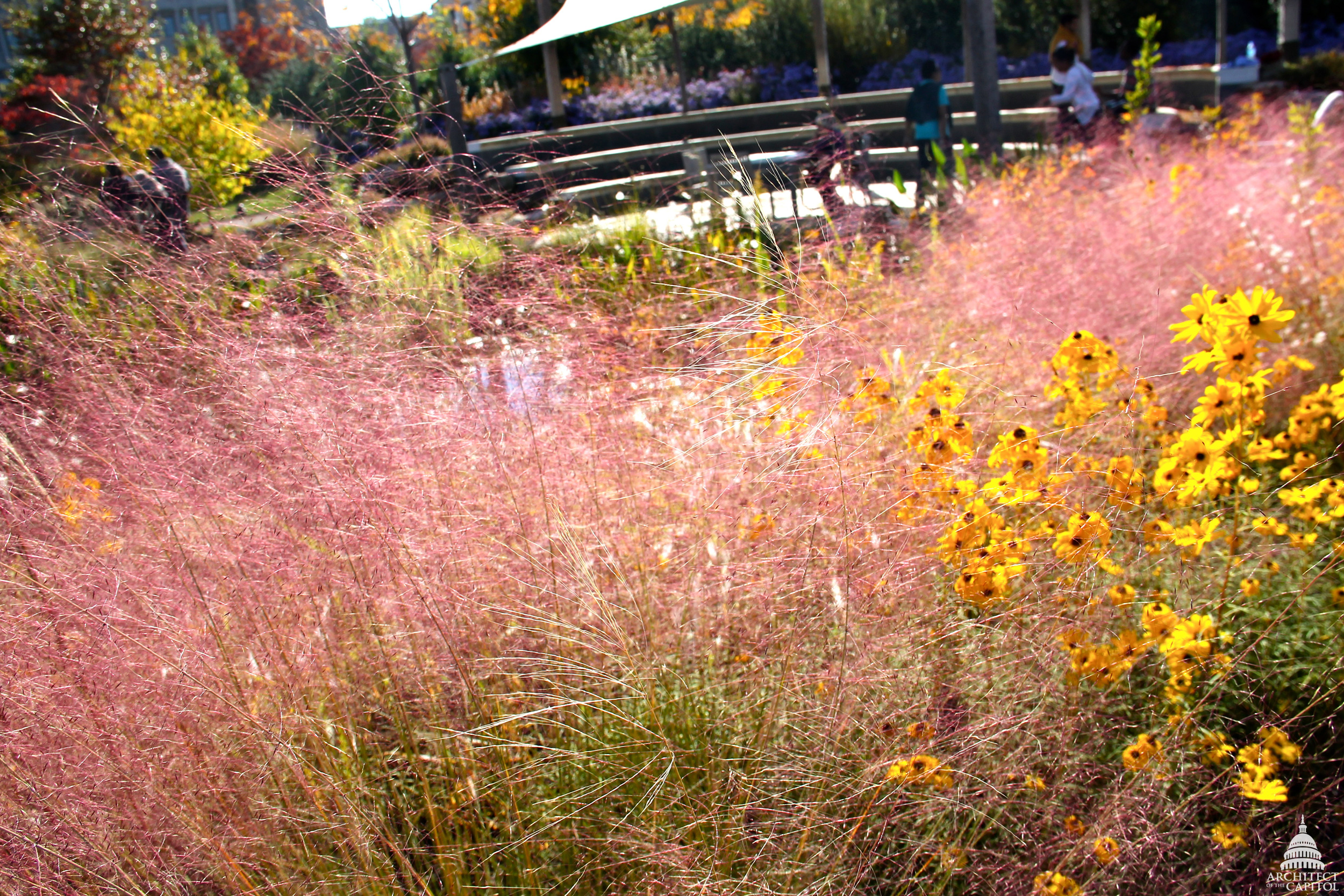
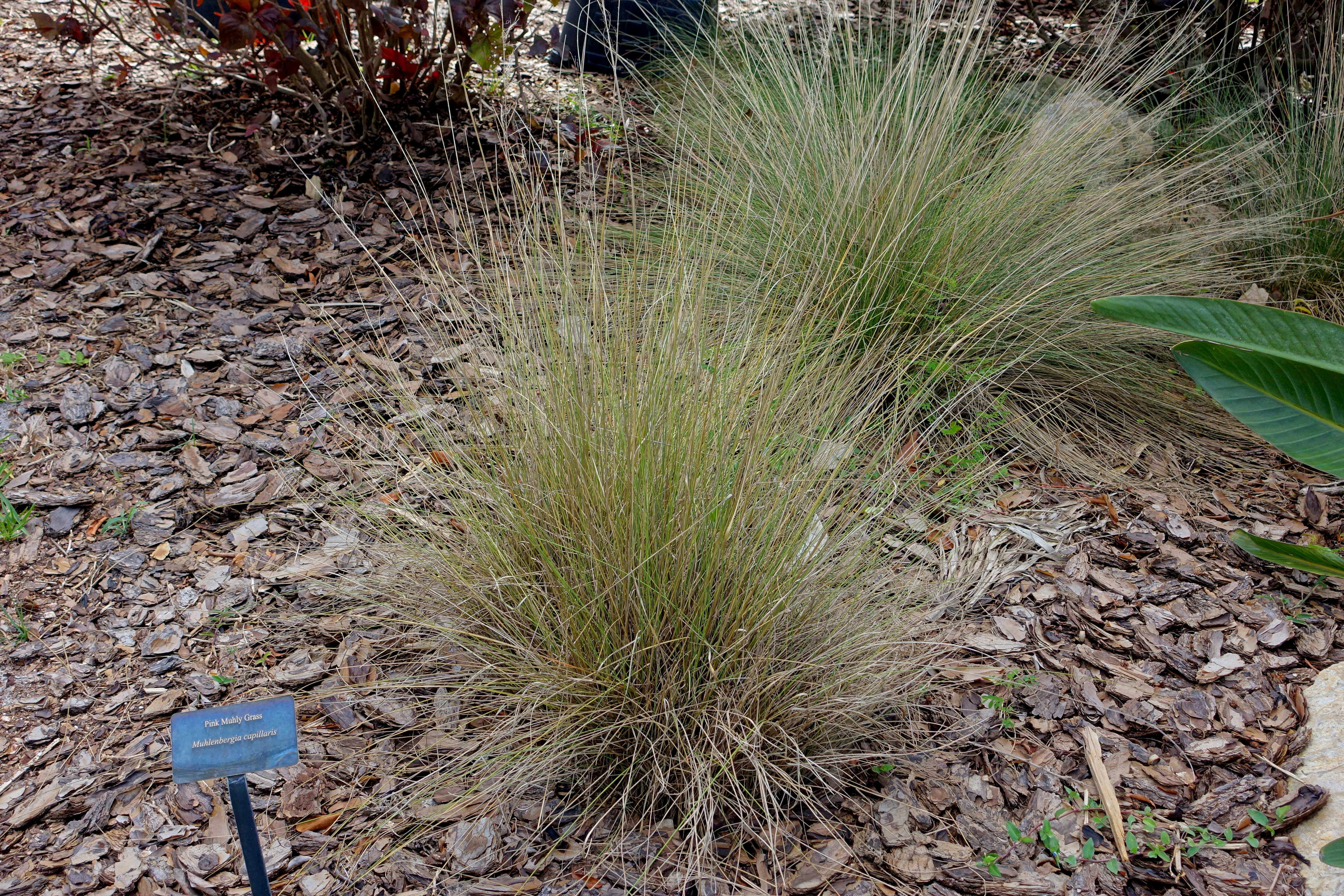
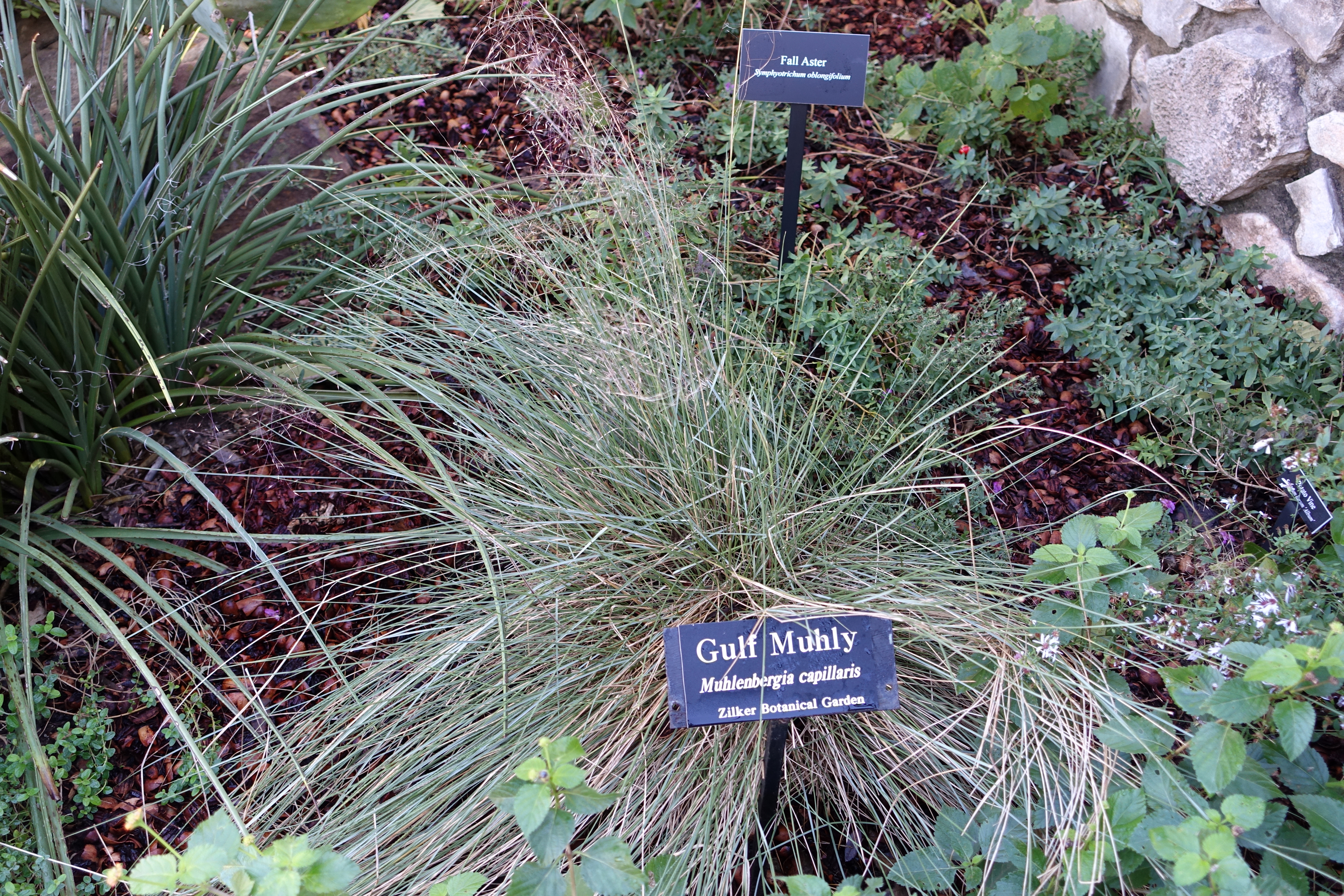
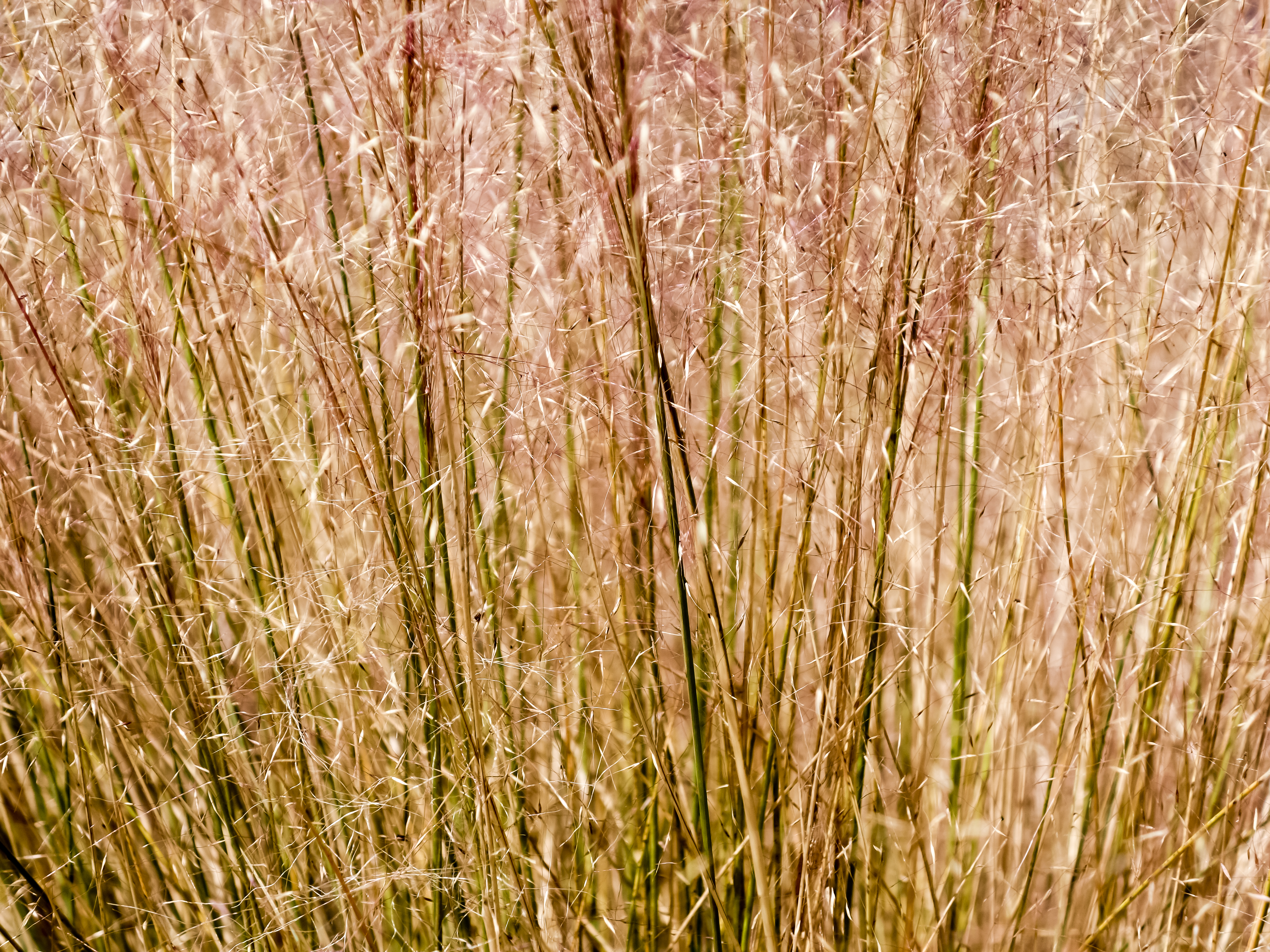
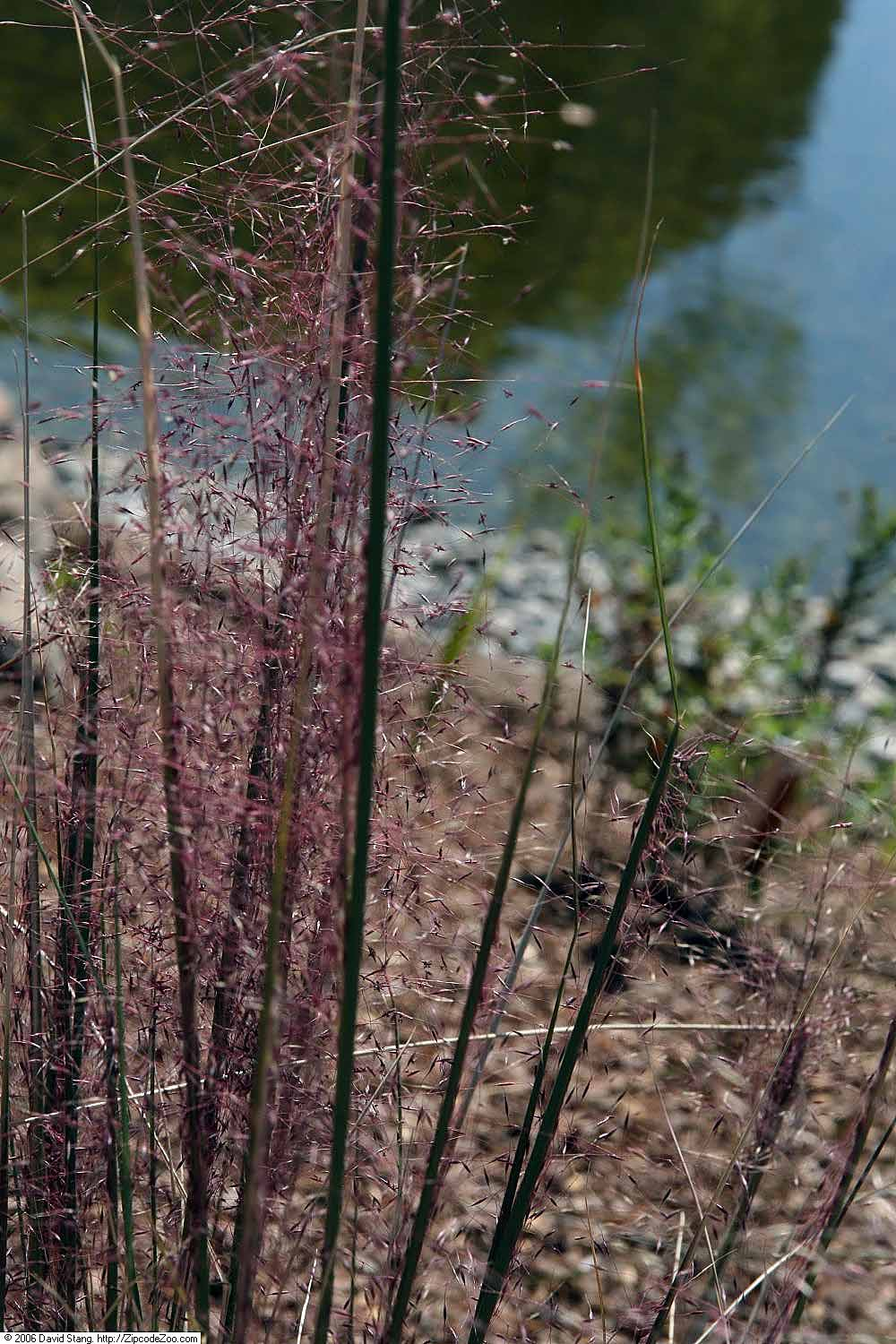